# 주오정 (오카야마현)
주오정(中央町)은 오카야마현 중앙부 (구메군)에 있던 정이다. 2005년 3월 22일, 아사히정, 야나하라정과 합병으로 미사키정이 되어 현재는 정사무소는 미사키정사무소 본청으로 되어 있다.

## 역사
- 1955년 1월 1일 - 가미정, 미호촌, 우타노촌, 오하가촌의 1정 3촌이 합병해 주오정이 성립하였다.
- 2005년 3월 22일 - 구메군 아사히정, 야나하라정과 대등 합병으로 미사키정이 되어 주오정은 소멸하였다.

## 교통

### 철도
- 서일본 여객철도 쓰야마 선

### 도로
- 국도 제53호선
- 국도 제429호선 (일본)(일본어판)